# Barèges
Barèges (gaskognisch Barètge) ist eine französische Gemeinde mit 136 Einwohnern (Stand 1. Januar 2022) im Département Hautes-Pyrénées in der Region Okzitanien (zuvor Midi-Pyrénées).

## Geografie
Der kleine Kurort Barèges liegt in einem Seitental des Gave de Pau, das nördlich durch den Pic du Midi (2877 m) und südlich durch den Pic de Néouvielle (3091 m) beherrscht wird. Durch das Tal fließt in westliche Richtung der Bastan, ein kleiner Fluss, der beim Pic du Midi de Bigorre entspringt.
Das weitflächige Gemeindegebiet besteht überwiegend aus Gebirge, Hochtälern und zahlreichen Seen und Bächen. Die Weiler (hameaux) Artigalas und Cazaous bilden das heutige Dorfzentrum. Weiter flussabwärts liegt der Weiler Cabadur. Zudem gibt es noch einige Einzelgehöfte.
barèges ist der Berg 
Die nächsten größeren Orte sind Luz-Saint-Sauveur, etwa acht Kilometer in westlicher Richtung am Talzugang, und Campan, etwa 33 Kilometer entfernt am Fuß der Ostrampe des Tourmalet.

## Geschichte
Eine erste indirekte namentliche Erwähnung findet sich im grünen Buch von Bénac, in dem (1037/1040) ein Guilhermus de Baregda aufgeführt ist. In dem kleinen Bergdorf der Pyrenäen ist jahrhundertelang extensive Landwirtschaft und Viehhaltung betrieben worden, bis die Heilquellen am Ort entdeckt und genutzt wurden. Der Überlieferung nach waren es Hirten, die bemerkten, dass verletzte Schafe in den warmen und schwefelhaltigen Quellen schneller gesundeten.
Die Thermalquellen wurden erstmals 1675 überregional bekannt, als Madame de Maintenon und Auguste I., Herzog von Maine und Sohn von Ludwig XIV. die Bäder von Barèges für einen Kuraufenthalt besuchten.
Im Jahre 1680 ließ Louvois, Staatssekretär und Staatsminister, in Barèges sein gebrochenes Bein behandeln. Nach seiner Rückkehr zum Hof von Versailles genehmigte er einen Kredit für das erste Hospital am Ort und für den Ausbau der Thermalbäder.
Barèges ist erst seit 1946 eine selbständige Gemeinde. Bis dahin war sie lediglich das östliche Gemeindegebiet von Betpouey. Zudem war Barèges von 1946 bis 2015 Teil des Kantons Luz-Saint-Sauveur und seit 1946 Teil des Arrondissements Argelès-Gazost.

## Wirtschaft, Infrastruktur und Tourismus
Das Dorf liegt am Rand des Nationalparks. Entsprechend ist die Wirtschaft des Ortes vollständig auf den Tourismus ausgerichtet. In und um das Dorf werden sämtliche Bergsportarten angeboten: Gleitschirmfliegen, Wandern, Radfahren, Canyoning, Höhlenwandern, Klettern, Mountainbiking und vieles mehr.
Barèges ist auch der zweitälteste Skiort in Frankreich. Mit der 1936 errichteten Standseilbahn avancierte der Ort zu einem ganzjährigen Urlaubs- und Erholungsort. Durch die Verknüpfung mit La Mongie bildet die Region das größte Skigebiet in den französischen Pyrenäen.
Der Stoff aus Seide oder Baumwolle und Wolle namens Barege wurde hier erstmals produziert und hat daher seinen Namen von diesem Ort.

## Bevölkerungsentwicklung
| Jahr                       | 1962 | 1968 | 1975 | 1982 | 1990 | 1999 | 2006 | 2012 | 2020 |
| Einwohner                  | 286  | 332  | 279  | 282  | 257  | 288  | 240  | 175  | 157  |
| Quellen: Cassini und INSEE |      |      |      |      |      |      |      |      |      |

## Sehenswürdigkeiten
- Botanischer Garten Le Tourmalet
- Kirche Sainte-Marie-Madeleine
- Thermen

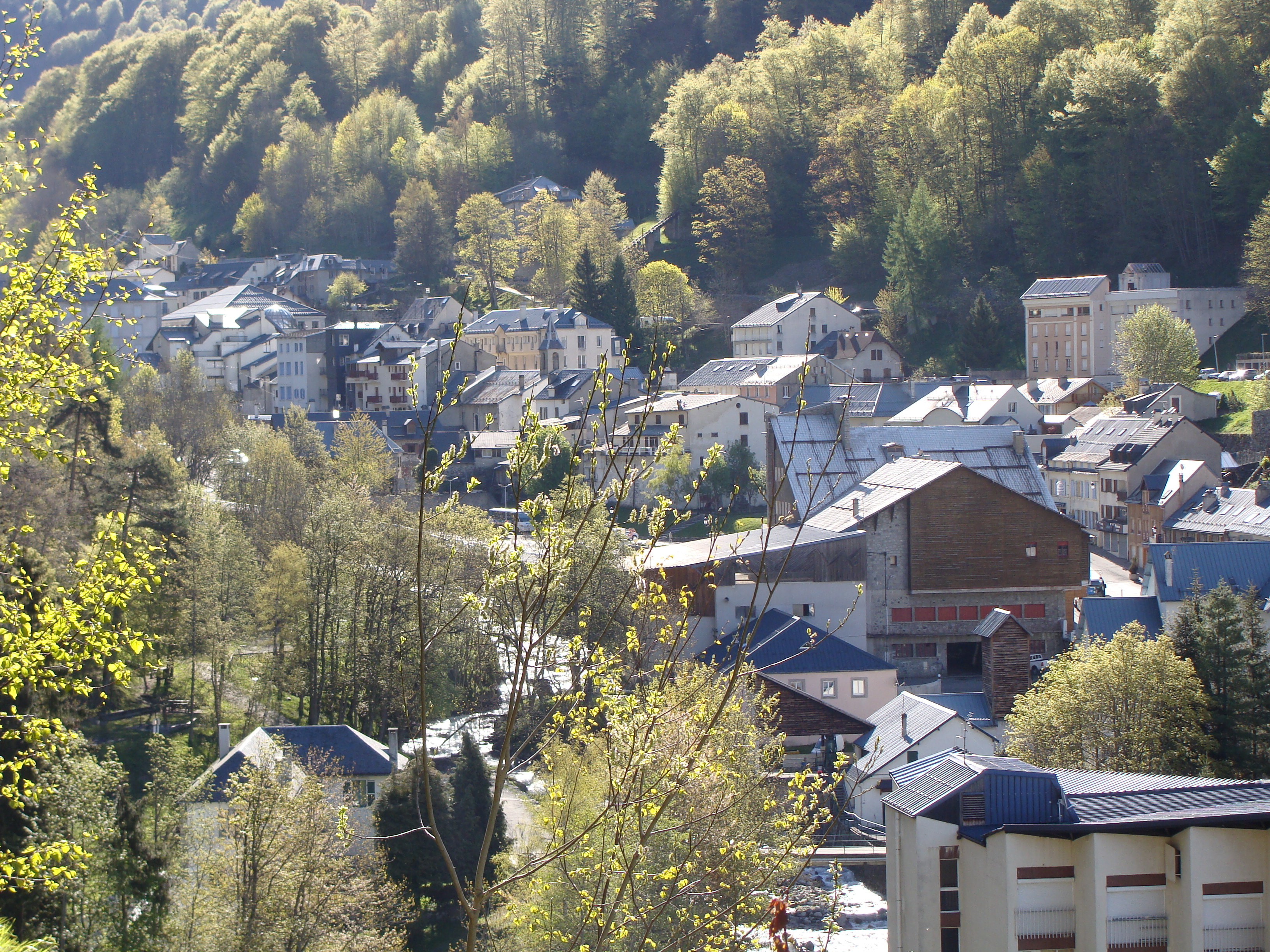
Blick auf Barèges
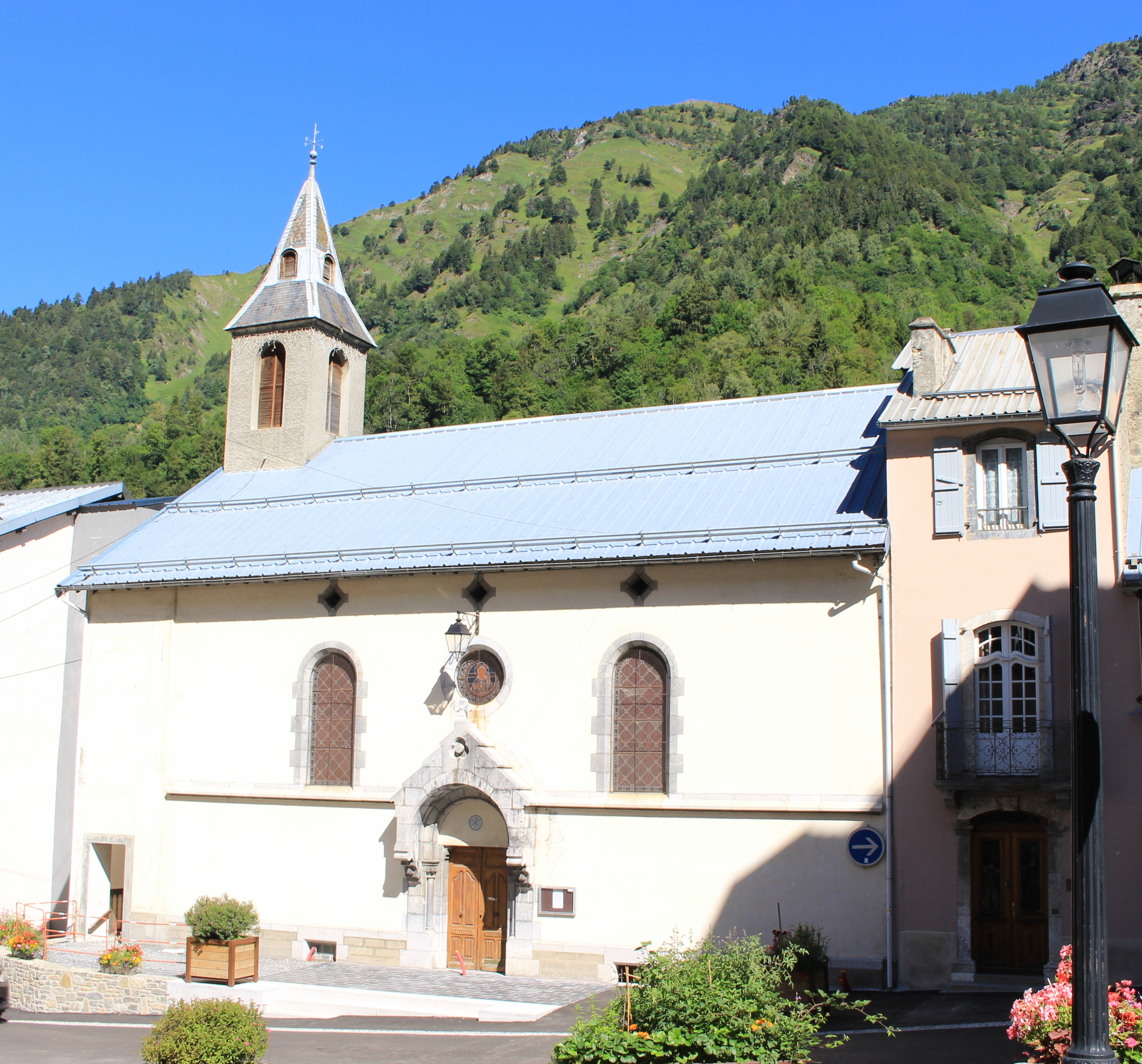
Kirche Sainte-Marie-Madeleine
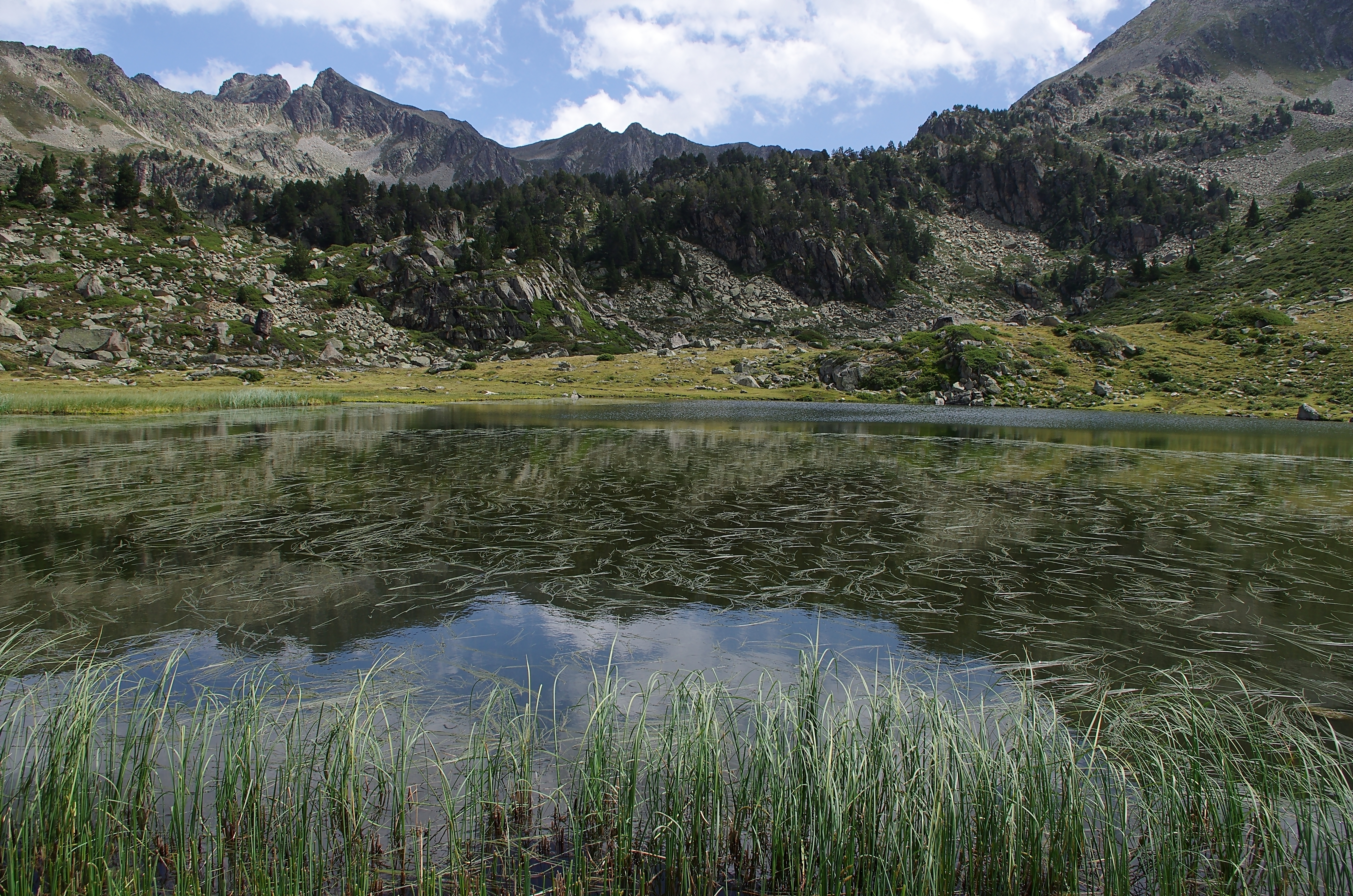
See Lac de Coueyla-Gran
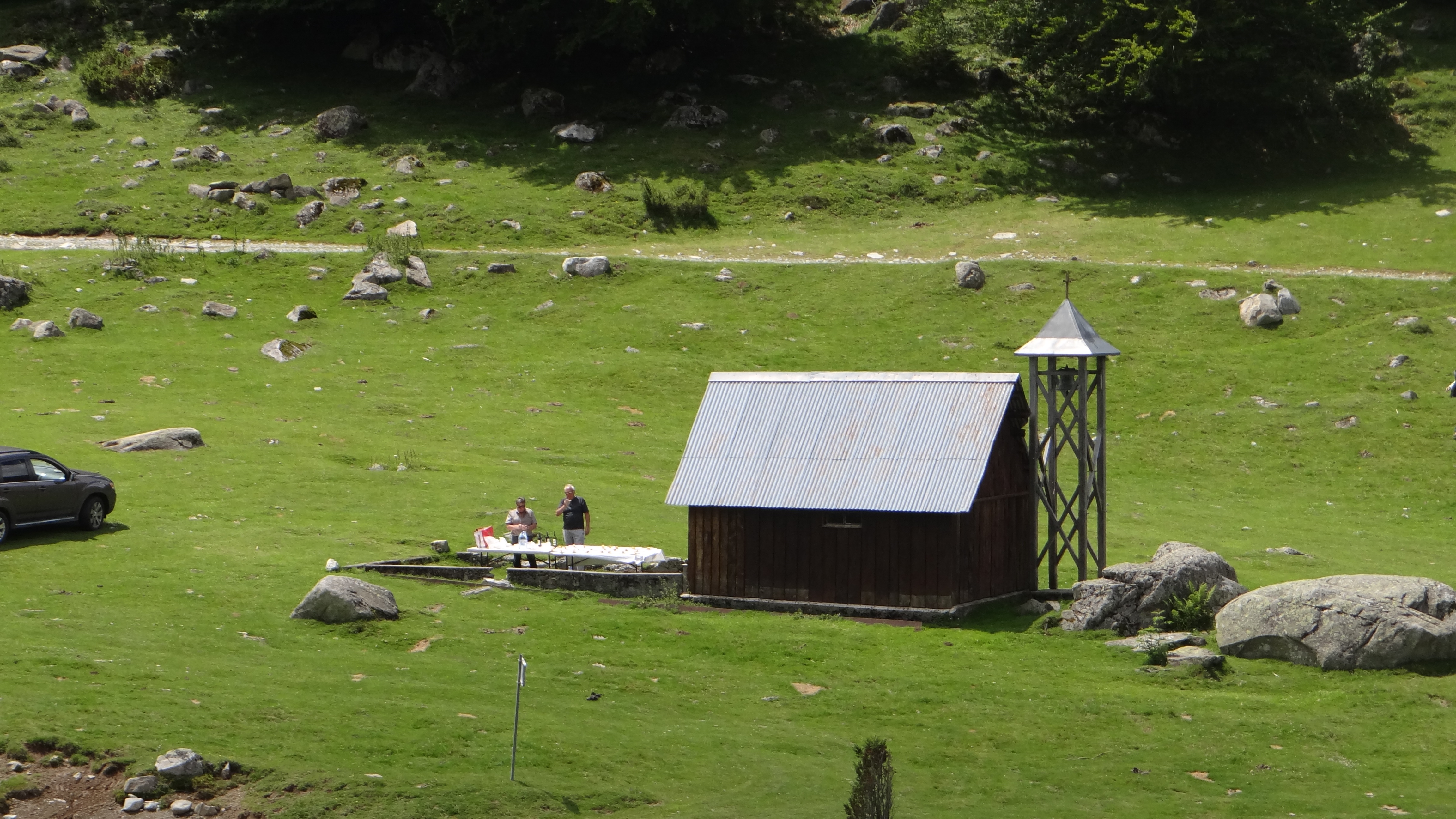
Kapelle von Camp Rollot
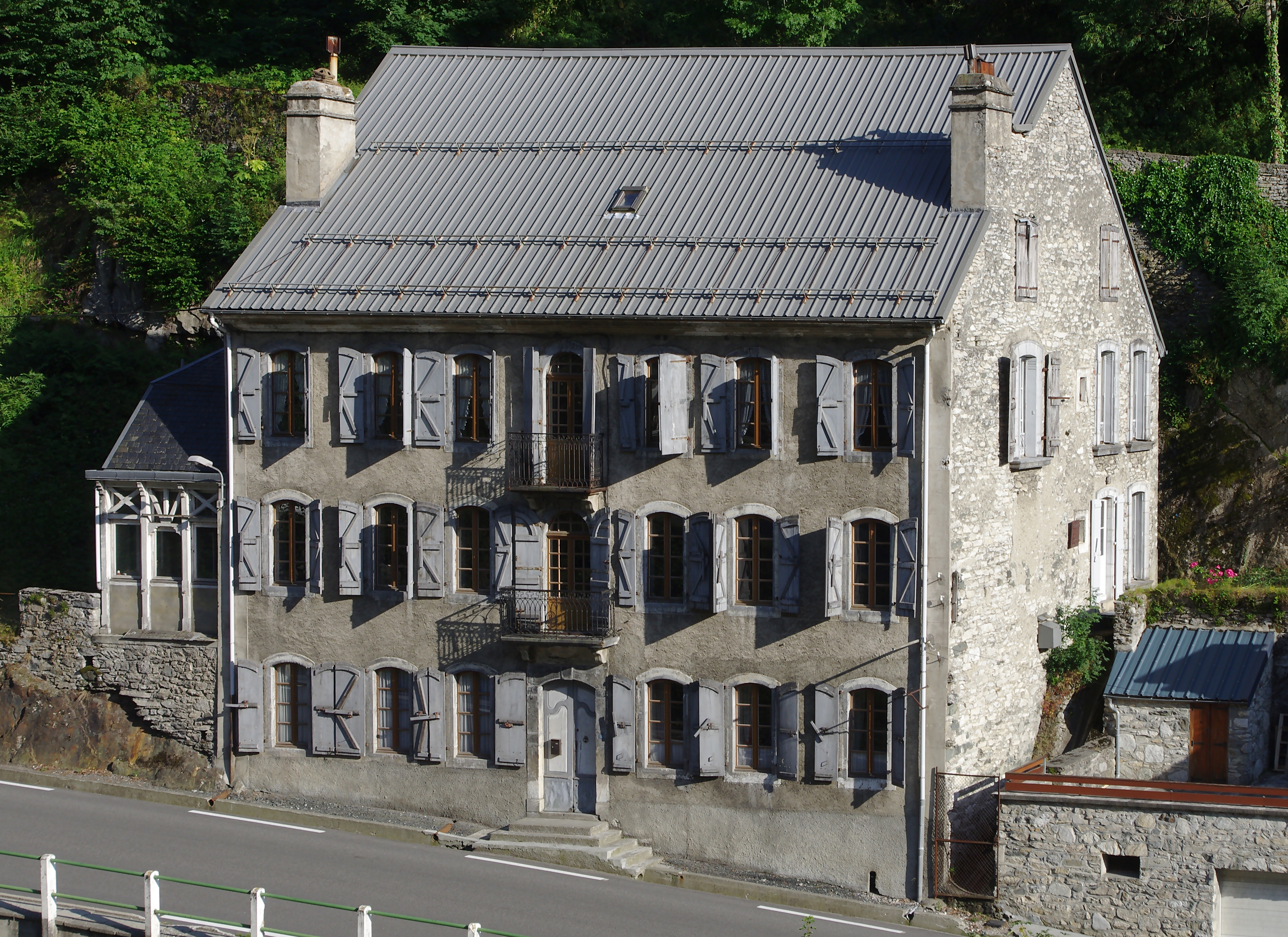
Haus im typischen Pyrenäenstil
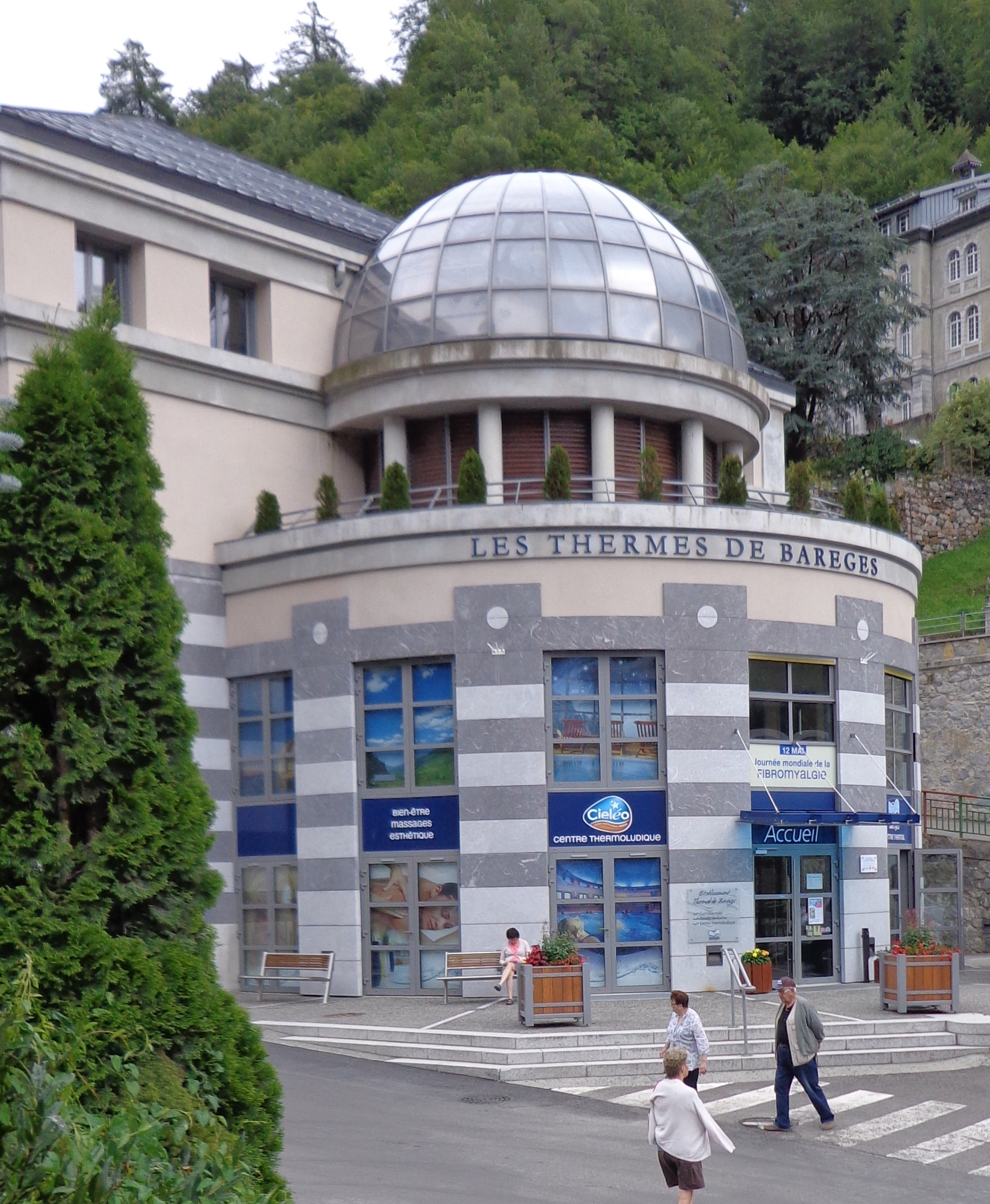
Thermen von Barèges-Barzus
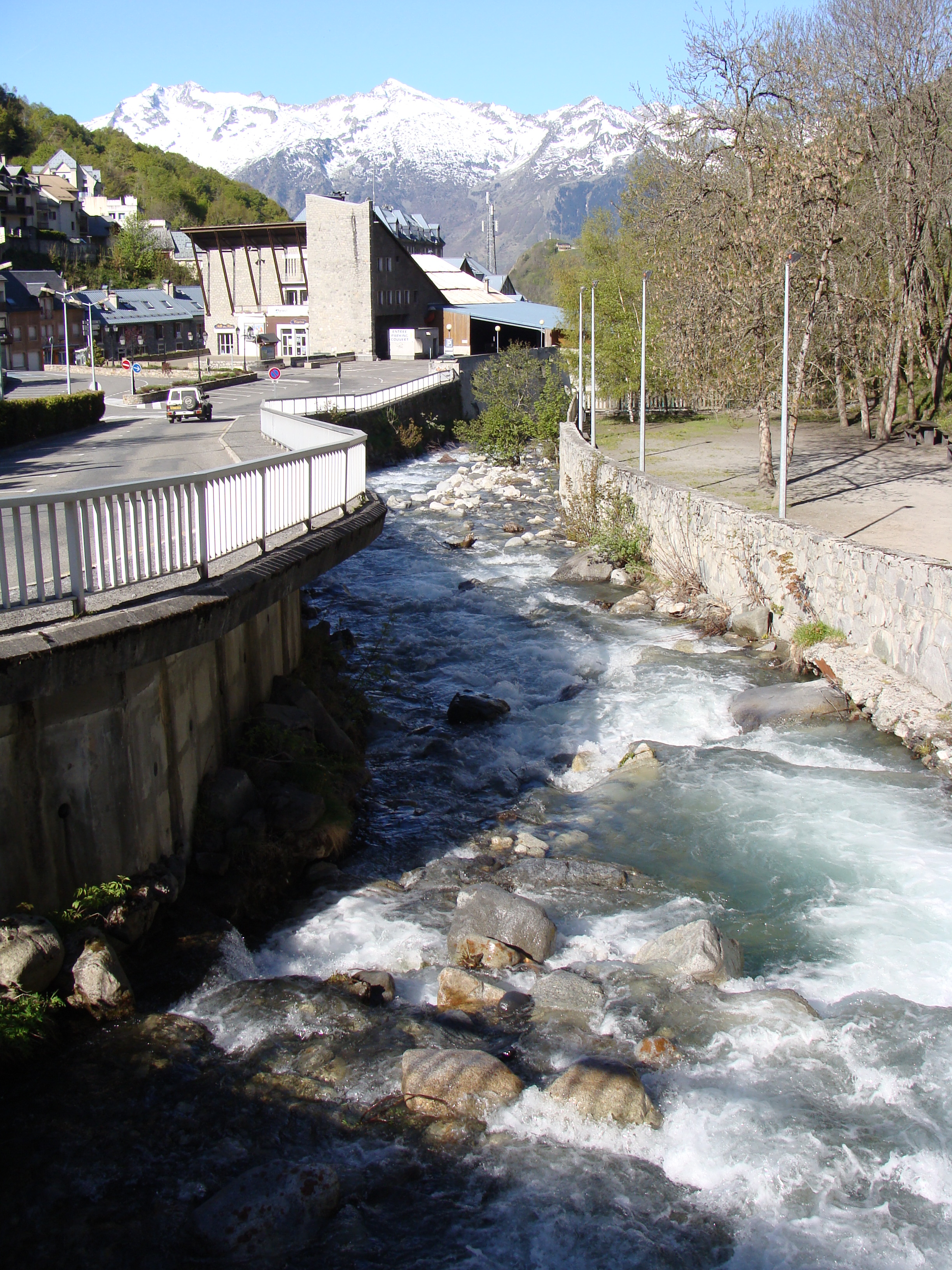
Der Fluss Bastan und der Gemeindesaal von Barèges
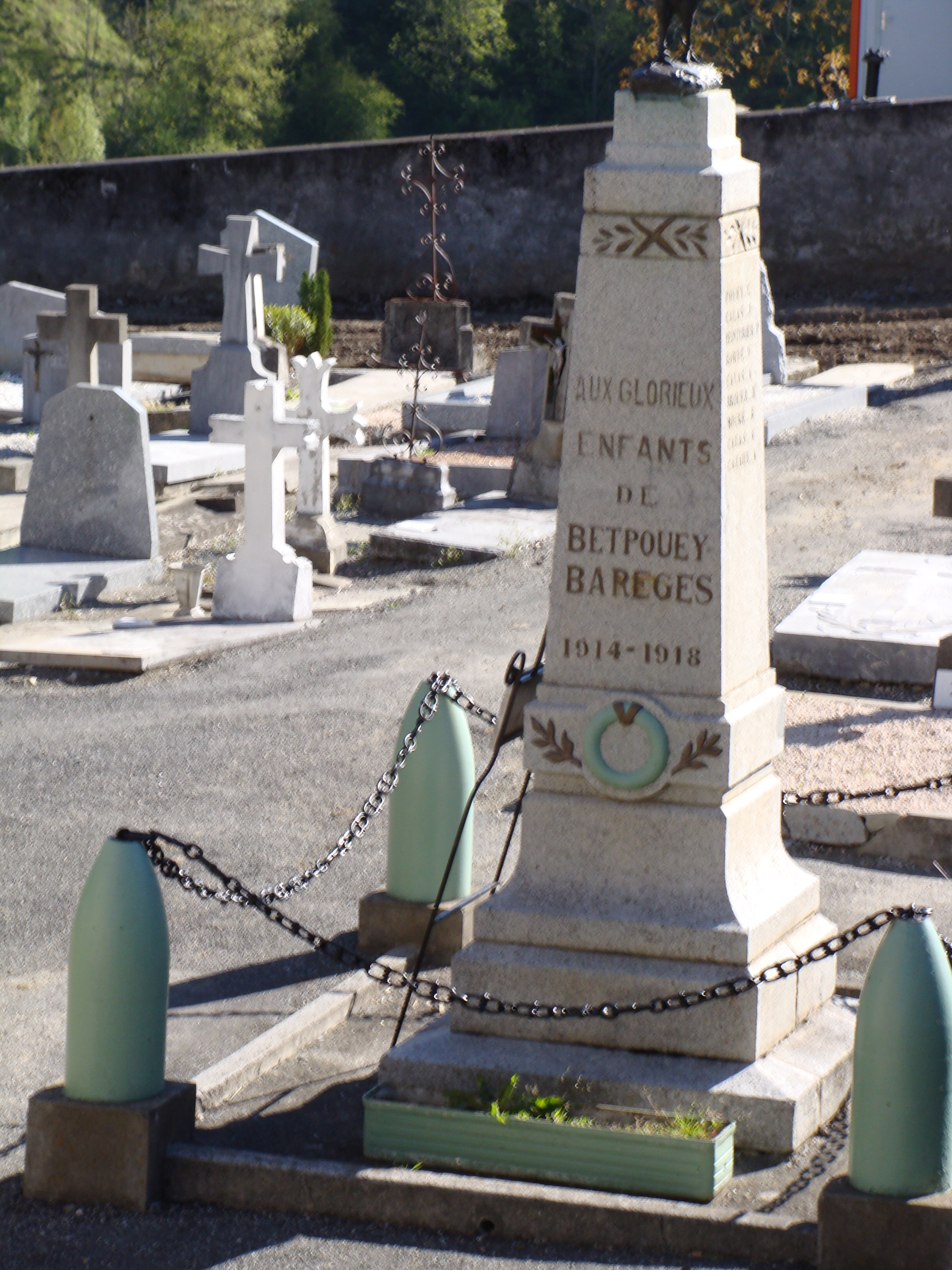
Denkmal für die Gefallenen
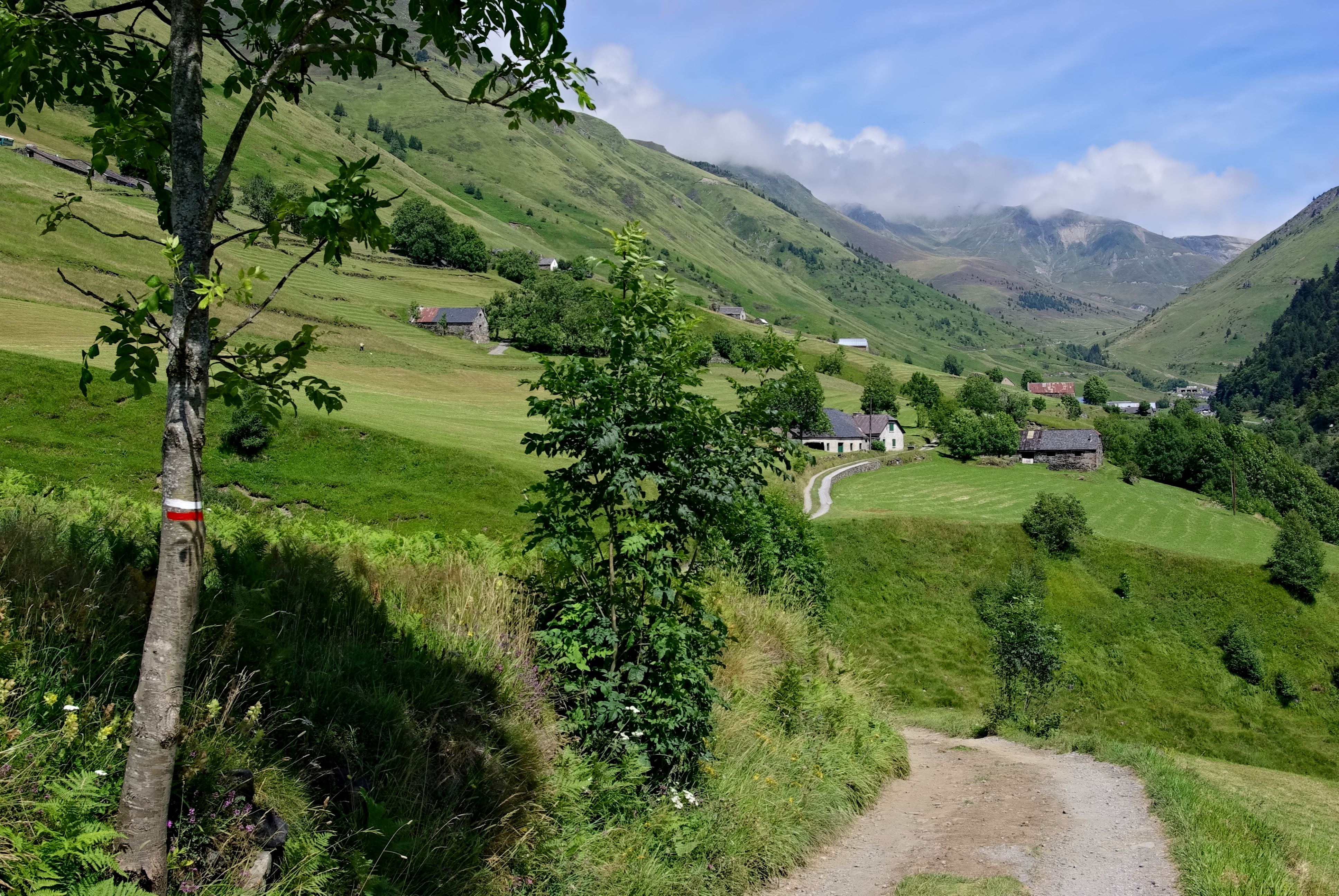
Piets Dérat mit dem Tourmalet im Hintergrund
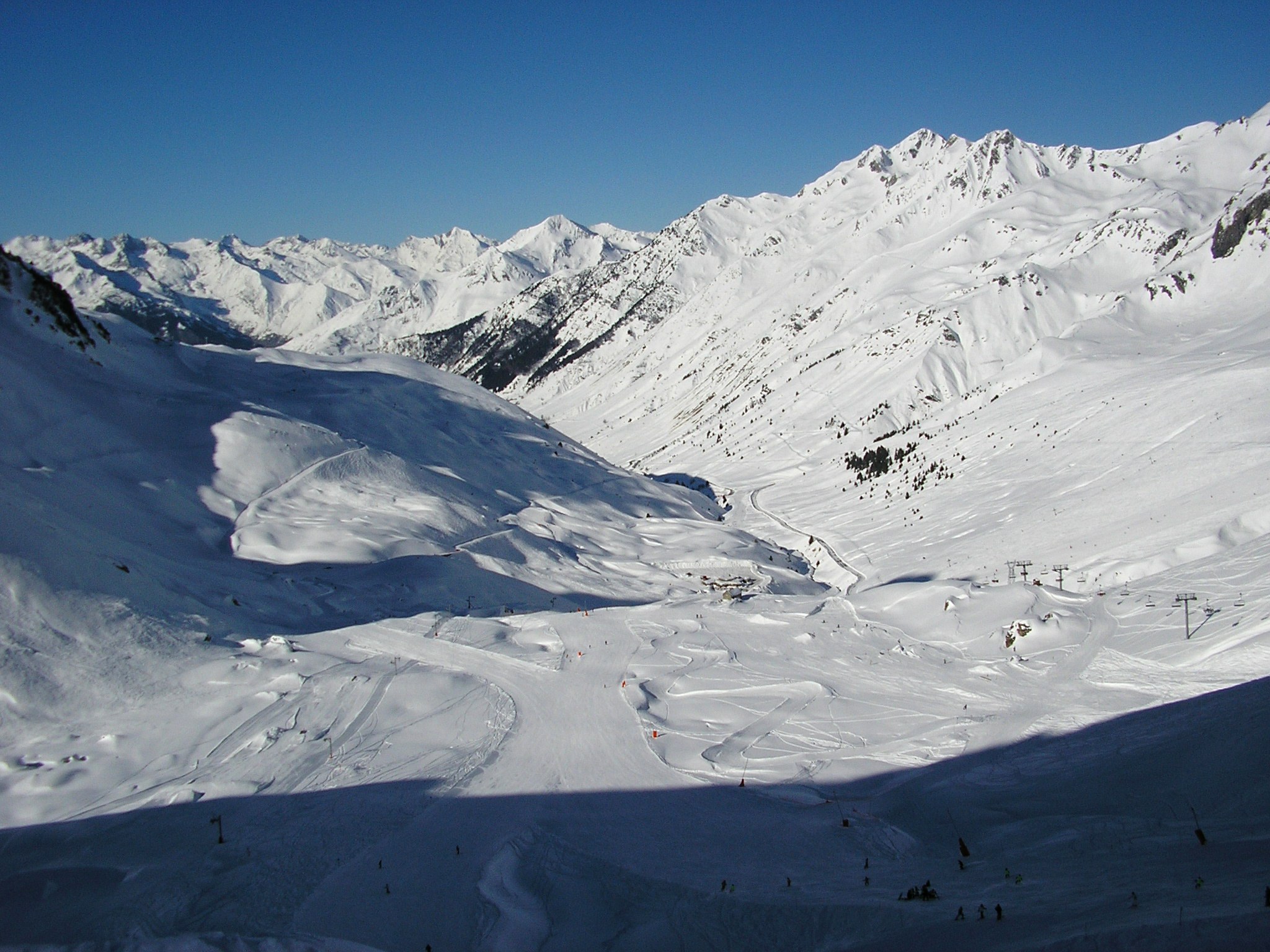
Skigebiet Super Barèges